# Chonocephalus elongatus
Chonocephalus elongatus är en tvåvingeart som beskrevs av Schmitz 1950. Chonocephalus elongatus ingår i släktet Chonocephalus och familjen puckelflugor. Inga underarter finns listade i Catalogue of Life.